# Fred van Honderloo
De Muzikale Avonturen van Fred van Honderloo is een kinderboekenserie voor kinderen vanaf 5 jaar. 
De avonturen gaan over de hond Fred. Fred is verdwaald en zoekt zijn baasje in Honderloo. Tijdens zijn zoektocht loopt hij door heel Nederland.
De boeken zijn geschreven door Joris Lutz, Bram Klein en Bart Wijtman, en geïllustreerd door Rob Derks van Studio Noodweer. Bij de boeken zit ook een luister-cd met daarin het voorgelezen boek en liedjes door Joris Lutz.
De volgende deeltjes zijn verschenen:
- Fred in de haven (2008): Fred is in de haven van Rotterdam en werkt in de containerhaven
- Fred krijgt een lintje (2008): Fred is op Prinsjesdag in Den Haag, maar de kroon van de koningin is gestolen
- Fred en de gouden harp (2008): Fred is bij het Concertgebouw in Amsterdam
- Fred redt het weer (2010): Fred is in Utrecht, waar het weer in de war is: midden in de zomer is het koud.